# Африканский белохохлый калао
Африканский белохохлый калао (лат. Horizocerus albocristatus) — вид птиц-носорогов (семейство Bucerotidae), обитающий во влажных лесах Западной и Центральной Африки. Раньше его выделяли в монотипический род Tropicranus.

## Ареал

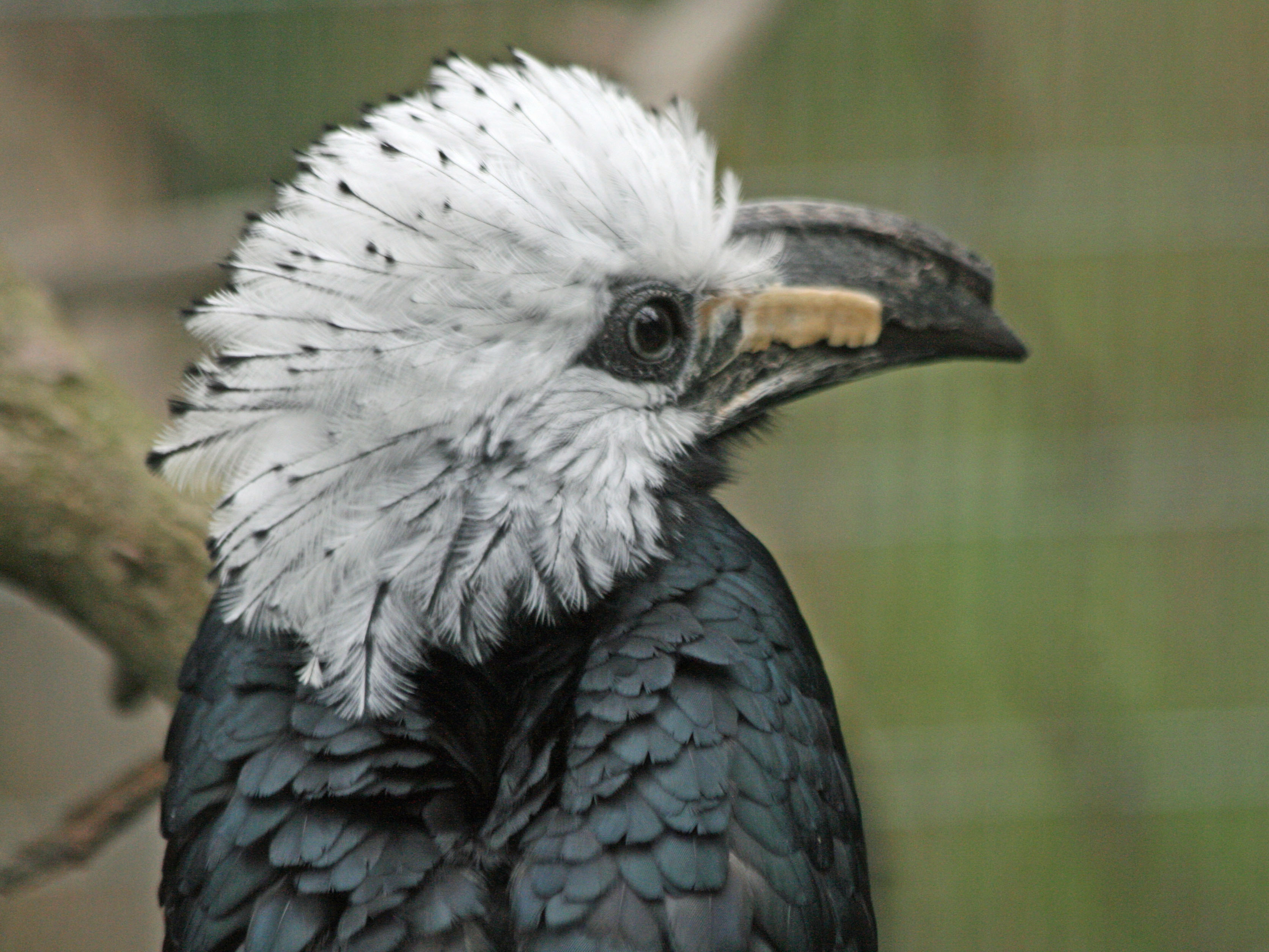
В зоопарке Сан-Диего

Африканский белохохлый калао широк распространён в тропической Африке. Встречается в Бенине, Кот-д'Ивуаре, Гане, Гвинее, Либерии, Сьерра-Леоне и Того. Он достаточно обычен в некоторых частях ареала. Хотя численность его популяции трудно оценить, считается, что этот вид не находится под угрозой исчезновения.

## Классификация
Международный союз орнитологов выделяет 2 подвида, которые отличаются, главным образом, количеством белого на их голове и шее и наличием или отсутствием белых кончиков на кроющих перьях крыла:
- Horizocerus albocristatus albocristatus (Cassin, 1848) — от Гвинеи до Кот-д'Ивуара.
- Horizocerus albocristatus macrourus (Bonaparte, 1850) — Кот-д'Ивуар и Бенин.